# Gonora heliconiata
Gonora heliconiata är en fjärilsart som beskrevs av Walker 1864. Gonora heliconiata ingår i släktet Gonora och familjen mätare. Inga underarter finns listade i Catalogue of Life.